# Ясин, Ахмед Юсуф
Ахмед Юсуф Ясин (сомал. Axmed Yuusuf Yaasiin, род. 1957, Харгейса, Британское Сомали) — сомалилендский политик и юрист, второй председатель Объединённой народно-демократической партии. Вице-президент Сомалиленда с 2002 по 2010 год.
Родился в 1957 году в Харгейсе (Британское Сомали). Происходит из клана исаак. В 2002 году был назначен вице-президентом Сомалиленда. В 2010 уступил вице-президентское кресло Абдирахману Салиджи.